# Korsgang
Korsgang eller ambitus er i de middelalderlige klostre og lignende anlæg den gang, som omgiver den hyppigst kvadratiske klostergård og danner forbindelse mellem klosterets enkelte dele med døre til kirken, de forskellige sale og cellerne. De ret brede, hvælvede gange har i reglen ud til klostergården (fratergården) åbne arkader, hvis former vekslede efter stilarterne.
Korsgangens forbillede er at søge i det antikke hus’ atrium, der også kendes ved oldkristelige basilikaer og om italienske kirkegårde, campo santo. Selv i Norden kan korsgange forekomme uden forbindelse med klosteranlæg, for eksempel den gotiske korsgang ved domkirken i Slesvig. Danmarks bedste eksempel på et kloster med korsgang er karmelitterklosteret i Helsingør.
Det er uvist om navnet er kommet af korsgangens korshvælvinger eller af dens brug som processionsgang, hvor korset blev båret foran de højtidelige optog.